# 室本鉄工
室本鉄工株式会社（むろもとてっこう、 Muromoto Tekko Co., Ltd. ）は、工具を製造販売する企業。本社を大阪府枚方市に置く。

## 概要
「メリー（MERRY）」と「ナイル（nile）」の2ブランドを展開する。
「メリー」ブランドは作業工具に使用され、ペンチ・ニッパー・プライヤなどの作業工具に付けられる。なお、「メリー」のブランドマークは、昭和初期に舶来ペンチの主流だった米国ユーチカ（utica-tool）のマークを真似て、菱を三つ横につなぎ並べたデザインとしたものである。
「ナイル」ブランドは空気工具に使用され、コンプレッサーからの圧縮空気を利用して、切断（エアーニッパー・エアーハサミ）、かしめ（エアーパンチャー）、穴抜き（パワープレス）ができる。その他に、（ワイヤーストリッパー）（電線カッター）（エアーベルダー）等がある。

## 沿革
- 1927年 - 大阪市城東区南中浜町にてメリー印ペンチの製造を開始。
- 1951年 - 株式会社に改組。
- 1952年 - 日本工業規格（JIS）表示許可工場となる。
- 1966年 - 大阪府寝屋川市石津南町に本社工場移転。
- 1967年 - ナイル印空気工具の製造開始。
- 1989年 - 大阪府枚方市招提田近に本社工場移転。
- 2001年 - ISO9001認証取得。認証番号：JQA-QM6779（ペンチ及びニッパー類）

## 注目の商品
1977年には「刃に刃を送るためのラチェット歯を設けたラチェット方式のエンビカッタ」を世界で初めて開発、実用新案登録している。現在多くの工具メーカーから発売されているエンビカッタは、このラチェット歯（ギア）方式を採用している。その他カッター・レンチ・ワイヤーストリッパーなどの約80年の歴史と経験から生まれた独自の商品も数多く含まれている。
発売当時、メリーのエンビカッタは塩ビパイプ外形42mmまでの切断能力を持っており、電線管VE36が切断出来ること、パイプ受け部にアタッチメントを取り付けることにより、通信モールやワイヤープロテクターの切断が可能であることから、電気工事業者に愛好するユーザーが多かった。なお「アタッチメント」は、実用新案登録されている。その後、外径63mm用を同業他社（松阪鉄工所・花園工具）が両手持ち式に対し片手持ちのタイプを、外径114mm用のクサビ切断刃方式のエンビカッタを卓上式で続けてサイズ展開して発売した。